# 双鸟朝阳纹牙雕
双鸟朝阳纹牙雕是一件新石器时代的牙雕艺术品，现藏于浙江省博物馆。双鸟朝阳纹牙雕出土于浙江余姚河姆渡遗址第二期文化层第226号探方。牙雕长16.6，残宽6.3，厚1.2厘米，以阴线雕刻，由圆锥浅钻而成。中部为一组同心圆，与外侧的火焰状纹形成太阳形象，两侧为对称的双鸟纹，边缘有线条衬托。图像两侧设有6个捆绑或悬挂用的小圆孔，上四下二，均为对称钻而成。
1996年5月12日中国邮政发行的“河姆渡遗址”特种邮票第四张“崇鸟敬日”主题即为双鸟朝阳纹牙雕。